# Humboldt River Ranch
Humboldt River Ranch é uma região censitária no condado de Pershing, estado do Nevada, nos Estados Unidos. Segundo o censo efetuado em 2010, esta região censitária tinha uma população de  119 habitantes.

## Geografia
Humboldt River Ranch fica localizada no lado oriental da Interstate 80 no norte do Nevada, a 40 quilómetros a norte de  Lovelock e a 80 quilómetros a sudoeste de Winnemucca. A comunidade é servida pela Exit 129 on I-80. Nevada State Route 401 ligada a oeste a 1,6 quilómetros da Rye Patch State Recreation Area, localizada na Rye Patch Dam no rio Humboldt.
De acordo como o U.S. Census Bureau, Humboldt River Ranch CDP tem uma superfície de 33,3 km2, todos de terra.